# Nicola De Feo
Nicola De Feo, noto anche con lo pseudonimo di Nicola Adelfi (Modugno, 1909 – Roma, 1987), è stato un giornalista italiano.
Fratello di Sandro De Feo, fu inviato speciale di Epoca e L'Espresso e redattore de La Stampa.